# هری مولیش
هری کورت ویکتور مولیش (به انگلیسی: Harry Kurt Victor Mulisch)، (تولد: ۲۹ ژوئیه ۱۹۲۷، مرگ: ۳۰ اکتبر ۲۰۱۰)، یک نویسنده هلندی مشهور با بیش از ۸۰ رمان، نمایش نامه و مقاله‌نویس بود. کارهای او اکنون به بیش از ۲۰ زبان دنیا ترجمه شده‌است.
«هری مولیش»، رمان موفق «کشف آسمان» را در کارنامه‌اش دارد.

## زندگی
مولیش در ۲۹ ژوئیه ۱۹۲۷ در شهر «هارلم» در کشور هلند به دنیا آمد پدر او افسر و بانکداری بود که از مناطق غربی چکسلواکی موسوم به «سودتن لند» مهاجرت کرده بود و در هلند با نازی‌ها همدستی می‌کرد؛ و ی از سال ۱۹۵۸ تا زمان مرگش در سال ۲۰۱۰ در شهر آمستردام زندگی می‌کرد نخستین رمان خود را به نام «Archibald Strohalm» در سال ۱۹۵۲ زمانی منتشر کرد که تنها ۲۴ سال داشت. وی در سال ۱۹۶۱ به عنوان گزارشگر سیاسی جریان محاکمه «آدولف آیشمن»، از اصلی‌ترین سازمان دهندگان اخراج یهودیان در زمان دیکتاتوری نازی، تحسین شد. از هری مولیش سال‌ها به‌عنوان یکی از سه نویسنده بزرگ هلند یاد می‌شد. او در سال ۱۹۶۱ به‌عنوان خبرنگار در محکمه آیشمن، معمار و مبتکر هولوکاست در زمان جنگ جهانی دوم، که در اسرائیل برگزار شد حضور داشت. او در سال ۱۹۶۲ با هانا آرنت، جامعه‌شناس یهودی آشنا شد و این آشنایی به یک دوستی پایدار انجامید. هانا آرنت هم به‌عنوان گزارشگر در محکمه آیشمن که در آن زمان خبرساز بود و یک حادثه تاریخی به‌شمار می‌آمد حضور داشت. او در سال ۱۹۸۳ با رمان «ترور» (De aanslag) منتشره به سال ۱۹۸۲ و با موضوع مقاومت دربرابر اشغالگری آلمان در هلند، در سطح بین‌المللی به موفقیت رسید. در جریان یک نظر سنجی که سه سال پیش در میان کتابخوانان هلندی انجام شد، رمان فلسفی، علمی و اجتماعی «کشف آسمان» (De ontdekking van de hemel) این نویسنده که در سال ۱۹۹۲ منتشر شده بود، به عنوان بهترین رمان کشور هلند برای تمام دوران انتخاب شد. ترجمه آلمانی این رمان سرشار از تخیل و هیجان انگیز نیز برای ماه‌های متوالی در لیست پرفروش ترین‌ها قرار داشت. «مولیش» به عنوان نویسنده همواره از طریق مناسبات خانوادگی به تضادهای درونی به وجود آمده می‌پرداخت. «مولیش» در سال ۲۰۰۲ برای کمک‌های ادبی اش در راستای آشتی میان دو کشور آلمان و هلند با صلیب شایستگی جمهوری فدرال آلمان مورد تقدیر قرار گرفت. شب گذشته ۳۰ اکتبر ۲۰۱۰ در ۸۳ سالگی در منزل خود در شهر آمستردام بر اثر بیماری سرطان درگذشت.
در جامعه بین‌المللی بسیار موفق و مورد احترام بود و سالیان متمادی به عنوان نویسنده شایسته برای جایزه نوبل ادبی به‌شمار می‌رفت. آثار او در کشور آلمان نیز طیف وسیعی از خوانندگان را به خود اختصاص داده بود. او و ژرارد روه و ویلم فردریک هرمنز دو نویسنده فقید هلندی، به عنوان سه نویسنده بزرگ کشور هلند به‌شمار می‌رفتند.
آثار گسترده «مولیش» مشتمل بر رمان‌ها، داستان‌ها، مقالات، نمایشنامه‌ها، متن‌های اپرا و دیوان‌های شعر، در سراسر جهان خوانندگانی را به خود اختصاص داده‌است. برخی از کتاب‌های وی به بیش از ۳۰ زبان ترجمه شده‌اند. آثار این نویسنده به شدت از خاطرات او از حکومت نازی‌ها و جنگ دوم جهانی تأثیر گرفته‌است.

## تالیفات
- archibald strohalm (۱۹۵۲)
- Het stenen bruidsbed (۱۹۵۹)
- Twee vrouwen (۱۹۷۵)
- De aanslag (۱۹۸۲) «ترور»
- De pupil (۱۹۸۷)
- De elementen (۱۹۸۸)
- De ontdekking van de hemel (۱۹۹۲) «کشف آسمان»
- De procedure (۱۹۹۸)
- Het theater, de brief en de waarheid (۲۰۰۰)
- Siegfried (۲۰۰۱)